# Santiago Giorgini
Santiago Giorgini (28 de octubre de 1973, Buenos Aires) es un cocinero, conductor de televisión argentino. Conocido por sus programas culinarios en Utilísima. Fue cocinero en Morfi, todos a la mesa emitido por Telefe.

## Biografía
Ingresó al Instituto Argentino de Gastronomía donde realizó sus estudios durante los años '90. En 1997 trabajó en el restaurante Lo de Tere en Punta del Este hasta 1998. Luego volvería a Buenos Aires a trabajar en Cholila en Puerto Madero y en Boreal. Viajó al País Vasco donde trabajó en el Martín Berasategui en el 2000. Desde el 2001 al 2005 fue docente en el IAG.
Trabajó en diversos programas del canal Utilísima como Alé Alé, Escuela de cocina, 3 minutos, entre otros.
También participó en publicidades como Casancrem y Philips, entre otras.
De 2010 a 2013 participó el programa Al Pie del Carbón de Radio del Plata (AM 1030). En 2013, vuelve a la TV participando en Cocineros Argentinos por la TV Pública y en 2014, participó en Cuestión de peso por El Trece. Desde 2015 forma parte del equipo de cocineros de Morfi, todos a la mesa y La peña de Morfi por Telefe.